# Тімон з Афін
Тімон Афінський (дав.-гр. Τίμων ὁ Ἀθηναῖος) — легендарний персонаж, відомий своєю мізантропією. За словами історика Плутарха, Тімон жив в Афінах в епоху Пелопоннеської війни (431—404 рр. до н. е.).

## Огляд
Сатиричний письменник Лукіан представляє Тімона як багатого сина Ехекратида, який витратив усі свої гроші на друзів-підлесників. Коли його кошти закінчилися, а друзі покинули його, Тімон був змушений працювати на полях. Якось він знайшов горщик із золотом, і незабаром усі його друзі знову повернулися до нього і захотіли дружити. Цього разу він прогнав їх, закидаючи грудками бруду.
І Арістофан, і Платон Комікус згадують Тімона як розгніваного зневажача людства, який високо цінував Алківіада, оскільки вірив, що Алківіад колись нашкодить Афінам, і мав рацію. Іншим джерелом є "Порівняльні життєписи ", в яких Плутарх коротко згадав Тімона як того, хто був представлений у працях грецького письменника. Він каже: «Тимон цей був афінянин і жив приблизно в роки Пелопоннеської війни, скільки можна судити з комедій Арістофана і Платона, в яких він обсміюється як ворог і ненависник людей».

## Культурні посилання
- У комедії «Лісістрата» (в.809-820) хор літніх жінок стверджує, що хоча Тімон ненавидів чоловіків, він був доброзичливим і ввічливим до жінок.
- Цицерон у своєму трактаті «Лелій, або Про дружбу» посилається на Тімона Афінського, обговорюючи, як дружба проникає в життя всіх, навіть тих, хто люто уникає суспільства[3].
- Згідно зі Страбоном (Географія XVII.9), після поразки в битві при мисі Акцій (2 вересня 31 року до н. е.) Марк Антоній збудував у гавані Александрії Тімоніум. Таку назву Антоній пояснював тим, що вважає себе, як Тімон, покинутим друзями, і хотів прожити решту своїх днів на самоті.
- Діалог «Тімон або Мізантроп» Лукіана про Тімона.
- Тімон є натхненням для п'єси Вільяма Шекспіра «Тімон Афінський».
- Тімон — це епонім слів Тімоніст, Тімонізм, Тімоніан та Тімоніз.
- Джонатан Свіфт стверджує, що підтримує мізантропію, відмінну від Тімона, в листі до Александера Поупа.
- Вільям Саксі (помер у 1612 році) — суддя, відомий як мізантроп, називався «Тімоном, який нікого не терпить».
- У розділі III роману «Людина довіри» Герман Мелвілл використовує неназваного перехожого, щоб підкреслити божевілля неблагодійного знедоленого як приклад, який «може стримати Тімона».
- У романі Шарлотти Бронте «Вільєтт» головну героїню Люсі Сноу називає Тімоном її подруга Джіневра Феншоу через її цинічну поведінку.